# James Warhola
James Warhola (* 16. března 1955, Fayette County, Pensylvánie, USA) je americký ilustrátor. Jde o syna Paula Warholy, což byl bratr pop artového umělce Andyho Warhola, který tedy byl jeho strýcem. V letech 1977-1980 studoval na Art Students League of New York. Navrhl obal na více než 300 knih. Napsal knihu Uncle Andy's: A Faabbbulous Visit with Andy Warhol.